# Zoológico de Houston
El Zoo de Houston (Houston Zoo) es el jardín zoológico de Houston, Texas, Estados Unidos. 

## Descripción
El Zoo de Houston, en el Parque Hermann, tiene más de 6.000 animales. Houston Zoo Inc., una organización sin ánimo de lucro, gestiona el zoo (desde el julio de 2002).

## Horario
El zoológico de Houston está abierto todos los días de 09:00 a 17:00.